# Птица грабљивица
Птица грабљивица јесте животна форма птица предатора које лове плен, најчешће ситније кичмењаке, током лета. Адаптације на грабљиви начин живота су јак кљун, као и оштре и снажне канџе. Женке су знатно веће од мужјака.
Иако ово нису једине птице које су месождери (велики број редова птица храни се искључиво или претежно месом), ове птице имају неке заједничке особине по којима се разликују од других. Ту спадају кљунови и канџе који служе за хватање, убијање и комадање плена. Кљунови су снажни, свинути попут кука, а прсти завршавају дугим, срполиким, снажним канџама.

## Класификација
По застарелој класификацији, ово је заједнички назив за два подреда — дневне птице грабљивице и ноћне птице грабљивице. Ова подела заснивала се на низу истих или сличних особина (грађа кљуна, ногу, крила и сл.) које су биле резултат истог начина живота (конвергентна еволуција), а не међусобне сродности.
Савремена систематика, заснована на значајним анатомским обележјима (грађа костура) данас дели ову групу на четири различита реда, соколовке (Falconiformes), јастребовке (Accipitiformes) и лешинаре Новог света (Cathartiformes) с једне, и сововке (Strigiformes) с друге стране.